# Salvador Vaca Cortés
Salvador Vaca Cortés (n. el 6 de abril de 1965 en Jacona, Michoacán; México) es un exfutbolista mexicano, su posición fue medio, actualmente se encuentra retirado y tiene una pequeña escuela de fútbol en donde forma nuevos jóvenes talentos.

## Trayectoria
El duro mediocampista de contención y capitán del Atlético Celaya llegó tarde a la Primera División de México, pero se consolidó como una pieza inamovible de los Toros y símbolo del equipo, siguió a la franquicia en su traslado a Cuernavaca en el Clausura 2003 con los Colibríes de Morelos y el equipo descendió al final de ese torneo. En el Apertura 2003 fue transferido a Jaguares. Su carácteragresivo fue su principal defecto. Su participación con los Jaguares en el Apertura 2003 se limitó a tres encuentros.

## Clubes
| Club                 | País   | Año       |
| -------------------- | ------ | --------- |
| Tampico Madero       | México | 1994-1995 |
| Atlético Celaya      | México | 1997-2002 |
| Colibríes de Morelos | México | 2003      |
| Jaguares de Chiapas  | México | 2003      |
| Tijuana Trotamundos  | México | 2004      |
| Altamira FC          | México | 2005      |

- Datos: Q6117809